# Pierino González
Herminio Antonio González (Mar del Plata, Buenos Aires, Argentina, 10 de octubre de 1929-Ibídem, 26 de diciembre de 2016) conocido por su apodo «Pierino» fue un futbolista argentino que se desempeñaba en la posición de puntero derecho, aunque también jugaba como puntero izquierdo. 
Surgido de las inferiores del Club Atlético Boca Juniors, debutó en la Primera División de Argentina en el año 1949, a la edad de 19 años.
Su apodo se debía que había un niño prodigio italiano que era maestro de orquesta sinfónica de ópera a los 9 años y que había originado furor en el Teatro Colón por esa época.
Tal era su habilidad, que el histórico y prestigioso periodista Dante Panzeri se animó en un momento a decir que la Selección Argentina debería tener una formación en ataque con “cinco Herminio González”.
Con un total de 207 partidos jugados en la institución y 39 goles convertidos, es considerado un ídolo de la historia del club en la década del 50. Su mayor logro con el conjunto de la ribera lograra el Campeonato de Primera de 1954, luego de 10 años y 4 subcampeonatos, 3 de estos en forma consecutiva: 1945,1946 y 1947. El equipo por aquel entonces era dirigido por Ernesto Lazzatti otro ídolo «xeneize».
Continuó su carrera en el Club Atlético Huracán, en 1960. Se retiraría de la actividad profesional poco tiempo después. 

## Trayectoria
Tal vez el jugador más individualista de la historia. Tenía una habilidad impresionante, ya que dominaba ambos perfiles tanto de zurdo como de derecho, por lo cual podía jugar en cualquiera de las bandas, era un verdadero malabarista, pero se excedía y no la pasaba nunca. Era todo un espectáculo para la vista. El periodista Dante Panzeri por esa época en que se discutían las posiciones en la Selección, sostuvo que "la delantera argentina debería formar con: Herminio González, Herminio González, Herminio González, Herminio González y Herminio González". Toda una síntesis del pensamiento de Panzeri, quien defendía a ultranza la técnica.
Surgido de las divisiones inferiores del Boca Juniors, debutó en 1949. Pasó a Ferro Carril Oeste brevemente en 1955. Su mayor logro lo consiguió en el año 1954, al ser campeón con el Club Atlético Boca Juniors, con Ernesto Lazzatti en la conducción técnica.
Retornó rápido de Ferro para volver al «xeneize», en donde se mantuvo hasta el año 1960, en donde pasó al Club Atlético Huracán a dar sus últimos pasos como futbolista profesional.

## Muerte
Falleció de un paro cardíaco originado por una insuficiencia cardíaca el 26 de diciembre de 2016, a los 87 años en un Hogar de Ancianos.

## Clubes
| Club               | País      | Año       |
| ------------------ | --------- | --------- |
| Boca Juniors       | Argentina | 1949-1955 |
| Ferro Carril Oeste | Argentina | 1955      |
| Boca Juniors       | Argentina | 1955-1960 |
| Huracán            | Argentina | 1960      |

## Estadísticas
Datos actualizados al fin de la carrera deportiva.
| Boca Juniors Argentina                                                                          |               |               |     |    |    |     |     |      |      |
| 1.ª                                                                                             | 1949          | 22            | 2   | -  | -  | 22  | 2   | 0,09 |      |
| 1.ª                                                                                             | 1950          | 30            | 7   | -  | -  | 30  | 7   | 0,23 |      |
| 1.ª                                                                                             | 1951          | 27            | 5   | -  | -  | 27  | 5   | 0,18 |      |
| 1.ª                                                                                             | 1952          | 26            | 7   | -  | -  | 26  | 7   | 0,26 |      |
| 1.ª                                                                                             | 1953          | 19            | 1   | -  | -  | 19  | 1   | 0,05 |      |
| 1.ª                                                                                             | 1954          | 3             | 0   | -  | -  | 3   | 0   | 0,00 |      |
| 1.ª                                                                                             | 1956          | 16            | 5   | -  | -  | 16  | 5   | 0,31 |      |
| 1.ª                                                                                             | 1957          | 24            | 4   | -  | -  | 24  | 4   | 0,17 |      |
| 1.ª                                                                                             | 1958          | 15            | 3   | 11 | 1  | 26  | 4   | 0,15 |      |
| 1.ª                                                                                             | 1959          | 14            | 4   | -  | -  | 14  | 4   | 0,28 |      |
| Total club                                                                                      | Total club    | 196           | 38  | 11 | 1  | 207 | 39  | 0,18 |      |
| Ferro Carril Oeste Argentina                                                                    |               |               |     |    |    |     |     |      |      |
| 1.ª                                                                                             | 1955          | 9             | 3   | -  | -  | 9   | 3   | 0,33 |      |
| Total club                                                                                      | Total club    | 9             | 3   | 0  | 0  | 9   | 3   | 0,33 |      |
| Huracán Argentina                                                                               |               |               |     |    |    |     |     |      |      |
| 1.ª                                                                                             | 1960          | 13            | 2   | -  | -  | 13  | 2   | 0,15 |      |
| Total club                                                                                      | Total club    | 13            | 2   | 0  | 0  | 13  | 2   | 0,15 |      |
| Total carrera                                                                                   | Total carrera | Total carrera | 218 | 43 | 11 | 1   | 229 | 44   | 0,19 |
| (1) Incluye datos de la Copa Suecia (1958). (2) No se consideran goles en encuentros amistosos. |               |               |     |    |    |     |     |      |      |

## Palmarés

### Campeonatos nacionales
| Título           | Club         | País      | Año  |
| ---------------- | ------------ | --------- | ---- |
| Primera División | Boca Juniors | Argentina | 1954 |